# Lanterne des morts de Moussac
La lanterne des morts de Moussac est un monument funéraire, situé sur l'ancienne commune de Moussac-sur-Gartempe, aujourd'hui Montmorillon, dans le département français de la Vienne

## Historique
La Lanterne des morts de Moussac date du XIIe siècle. Située initialement près de la Chapelle de Moussac-sur-Gartempe, elle est déplacée au XIXe siècle dans un champ, avant de retrouver sa place originelle en 2004,.
Le monument est classé au titre des monuments historiques par arrêté du 3 mai 1884.

## Description
La lanterne est une colonne octogonale, surmonté d'une calotte pyramidale, de près de six mètres de hauteur en incluant la croix sommitale,. Le pavillon ajouré avait trois ou quatre ouvertures dans lesquelles on plaçait, par un système de poulies, une lampe allumée à la tombée de la nuit. A la base de la colonne, une tablette est disposée coté ouest.

## Galerie

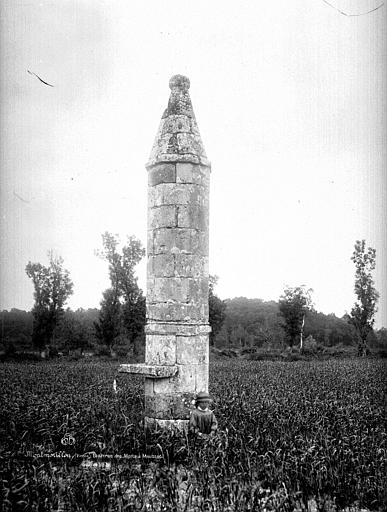
La lanterne fin XIXe - début XXe siècle
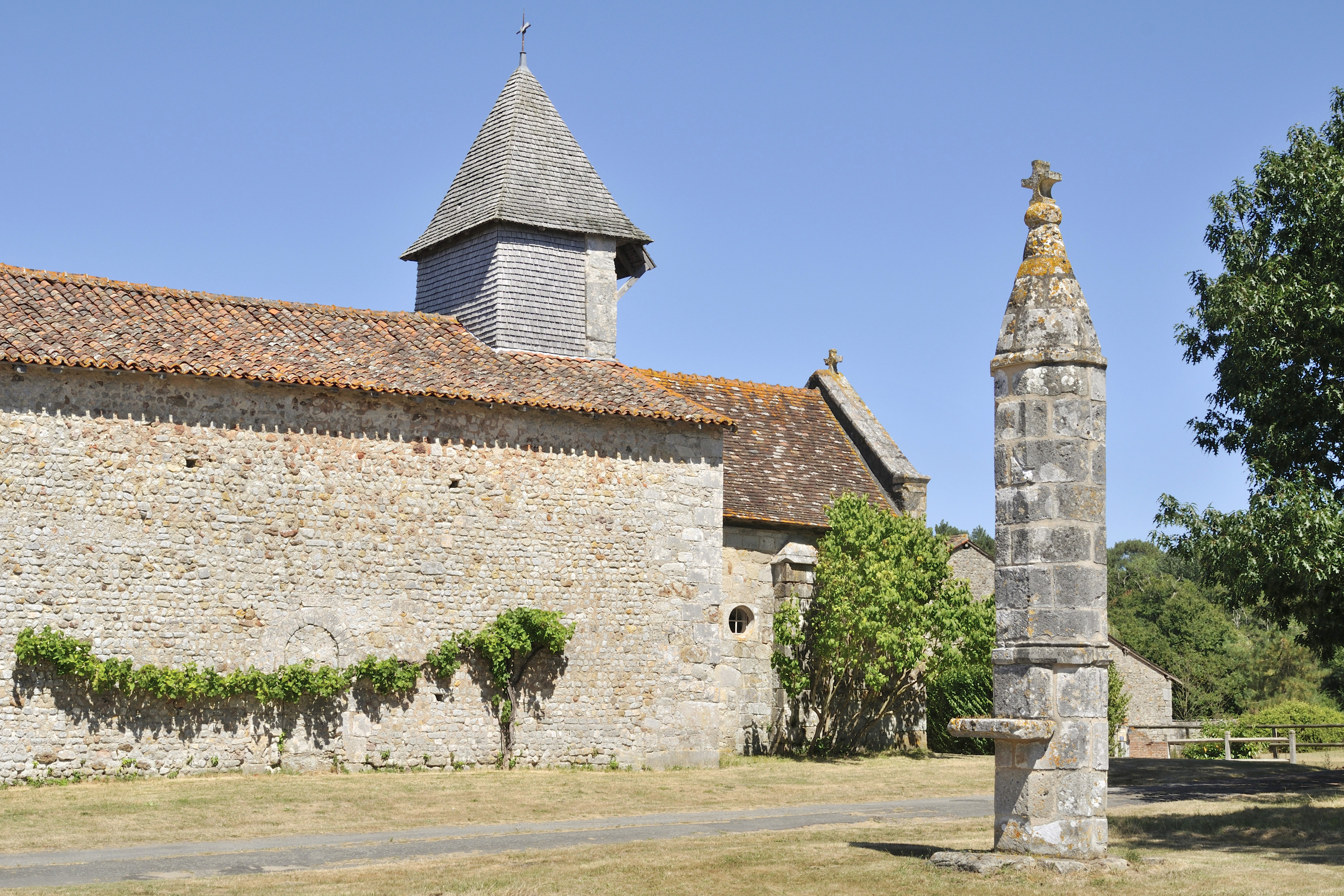
La lanterne près de la chapelle